# Mercedes-Benz LP 333
 (septembre 2023).
Le Mercedes-Benz LP 333 est un camion à trois essieux de 16 tonnes de la gamme LP de Daimler-Benz AG. Le camion à cabine sur moteur avec double essieu avant, également connu sous le nom de « Tausendfüßler » (mille-pattes en Allemand), a été créé en tant que solution d'urgence après la création des lois de Seebohm : un poids total de 16 t n'était autorisé que pour les camions à trois essieux. En 1960, le poids total autorisé pour les camions à deux essieux fut augmenté de 12 à 16 t. C'est pourquoi le LP 333 n'a été construit que de 1958 à 1961. Le tracteur routier s'appelle LPS 333. Au total, 1 833 véhicules ont été construits, dont 354 au cours de la dernière année de production.

## Variantes du modèle
- LP 333 : modèle de base, avec cabine courte ou longue
- LPS 333 : tracteur, avec cabine courte ou longue

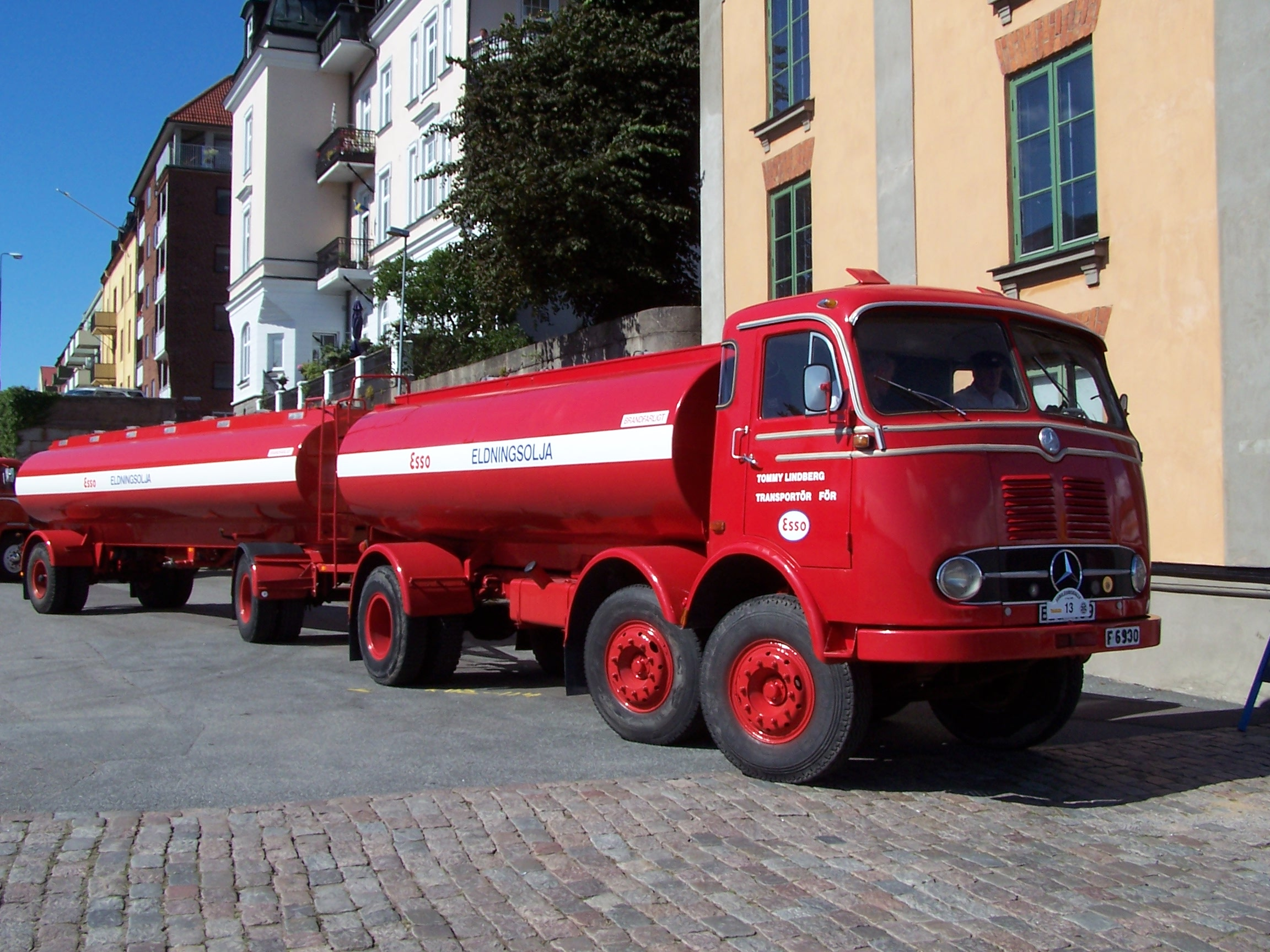
LP 333, cabine courte
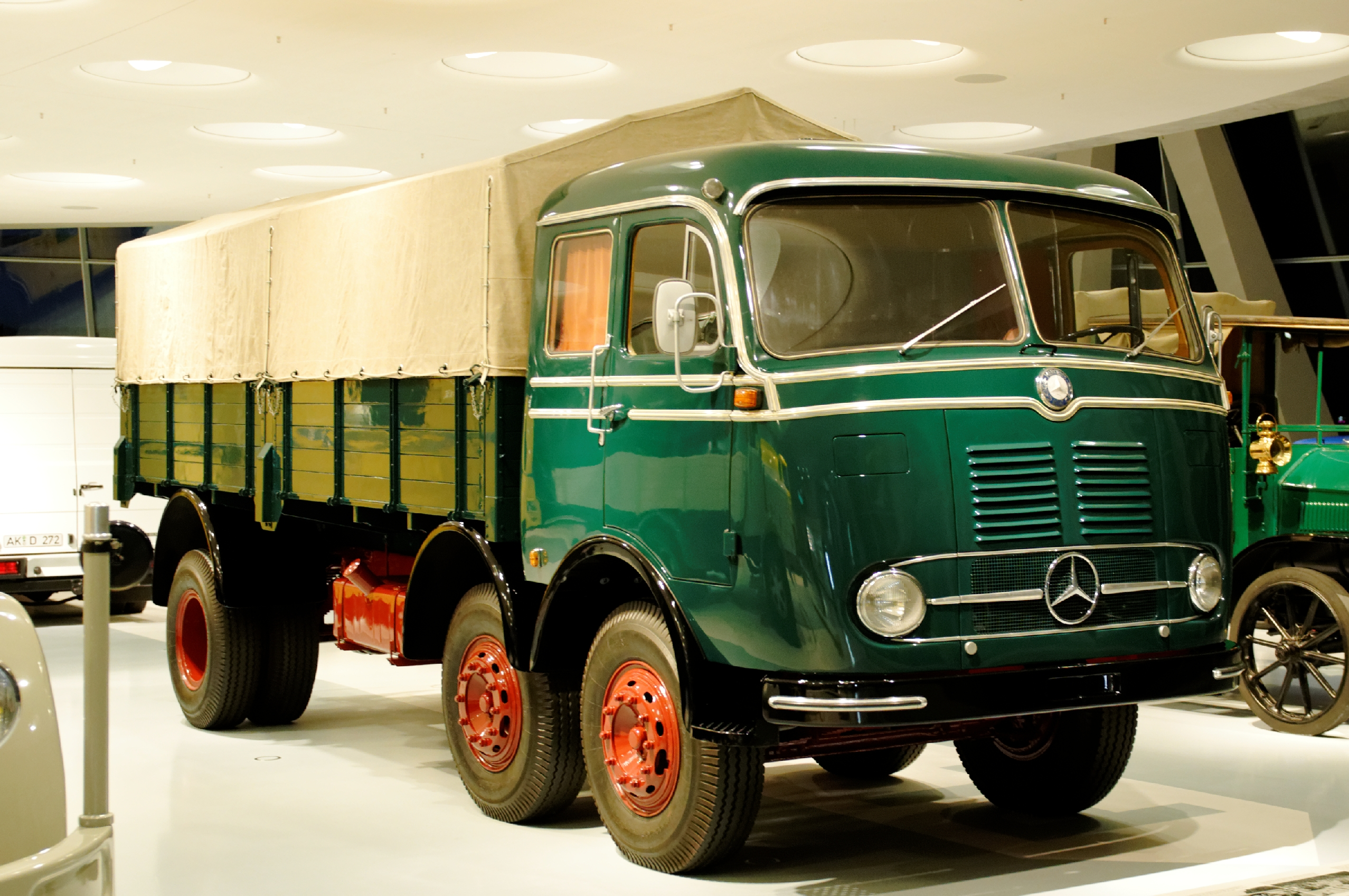
LP 333, cabine longue
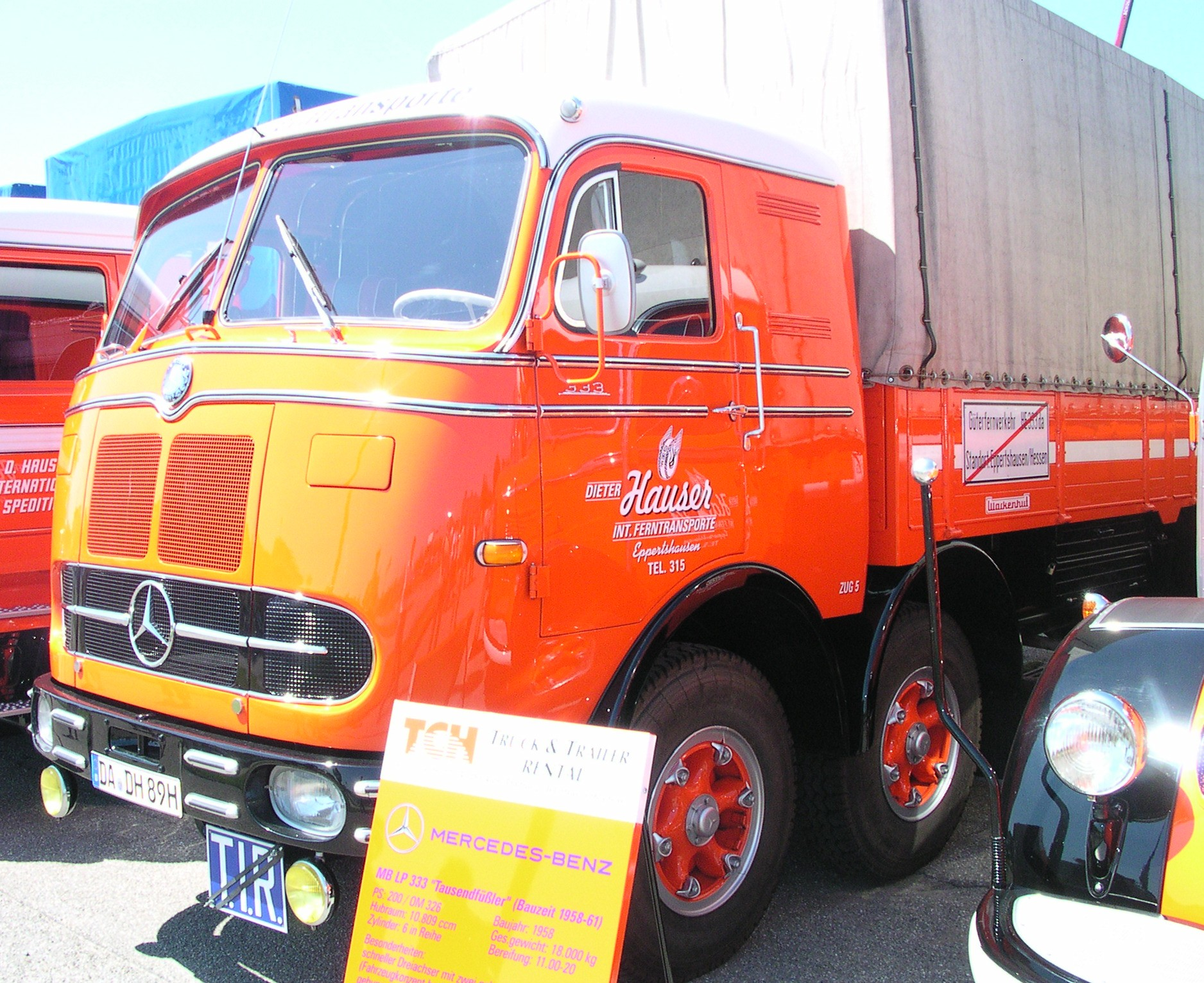
LP 333, cabine longue, Cabine Wackenhut type « Hambourg »

## Technologie

### Châssis et transmission
Le LP 333 est un camion à cabine sur moteur doté d'un châssis en échelle, de deux essieux avant et d'un essieu arrière. Tous les essieux sont des essieux rigides et disposent chacun de deux ressorts à lames longitudinaux; L'essieu arrière dispose également de ressorts supplémentaires à action progressive, le premier essieu avant est équipé d'amortisseurs hydrauliques télescopiques. Les roues sont des roues à disque en tôle d'acier avec des jantes inclinées de taille 7,5-20. Les deux essieux avant sont équipés de pneus simples, l'essieu arrière de pneus jumelés. Tous les pneus sont de taille 10-20 eHD. Le système de freinage Westinghouse de Mercedes-Benz fonctionne à l'air comprimé et agit sur des tambours de frein d'un diamètre de 440 mm sur toutes les roues. Les deux essieux avant sont directeurs avec une direction Gemmer. Les tirants ne sont pas fendus; Le LP 333 est uniquement disponible en conduite à gauche.
La puissance est transférée depuis le moteur Diesel via un embrayage à sec monodisque Fichtel & Sachs G 70 KR vers une transmission manuelle ZF S 6-70 à six vitesses synchronisée installée horizontalement. La transmission dispose d'une aide au changement de vitesse pneumatique. La sixième vitesse est conçue comme une vitesse surmultipliée. La puissance est transmise depuis la transmission via un arbre à cardan vers un entraînement d'essieu à engrenages coniques en spirale sur l'essieu arrière. Le LP 333 n'était pas disponible avec une transmission intégrale.

### Moteur
Le moteur OM 326.I de Mercedes-Benz est un moteur Diesel six cylindres en ligne à préchambre avec refroidissement à eau et quatre soupapes en tête. Il est suspendu au châssis par quatre supports en caoutchouc. Le carter divisé en fonte grise est coulé avec le bloc-cylindres. Avec un alésage de cylindre de 128 mm et une course de piston de 140 mm, le moteur a une cylindrée totale de 10 809 cm³. Les pistons sont des pistons en alliage léger forgé de Mahle avec quatre segments de compression et deux segments de contrôle d'huile; un anneau de compression est chromé. La puissance est transmise via des bielles à section double T jusqu'au vilebrequin forgé, monté sur sept paliers lisses et trempé. Il dispose de contrepoids et d'amortisseurs de vibrations.
Le vilebrequin entraîne l'arbre à cames situé dans le carter via des engrenages droits hélicoïdaux. À l'aide de poussoirs, de tiges de poussée et de culbuteurs, il actionne deux soupapes d'admission et deux soupapes d'échappement pour chaque cylindre, qui pendent verticalement dans la culasse. Le moteur comporte six culasses individuelles qui sont scellées au bloc moteur avec un joint de culasse contenant de l'amiante.
Le carburant est nettoyé par un filtre à carburant à deux étages, dont le premier étage est un filtre à tube en feutre et le deuxième étage est un filtre micronique. Il est ensuite injecté dans les antichambres par une pompe d'injection Bosch PES 6 A 90 B 410 RS 283/7 au travers d'une buse d'injection Bosch DNO SD 211. La pompe d'injection est contrôlée par un régulateur centrifuge. L'air aspiré est nettoyé par deux filtres en papier et acheminé vers les chambres de combustion via un tuyau d'admission en alliage léger commun pour les six culasses. Le moteur est doté d'une lubrification par circulation sous pression avec un régulateur de température; un filtre dans le flux principal et un filtre fin nettoient l'huile. Le refroidissement à eau avec un refroidisseur à tubes à ailettes est utilisé pour le refroidissement et est régulé par un thermostat de contrôle. Un ventilateur évacue la chaleur perdue.

## Production LP 333
| Année                 | 1958 | 1959 | 1960 | 1961 | total |
| --------------------- | ---- | ---- | ---- | ---- | ----- |
| LP 333 (16t)          | 396  | 416  | 595  | 344  | 1751  |
| LP 333 (20t et 22,5t) | 3    | 32   | 37   | 10   | 82    |

,